# La Chaussaire

La Chaussaire este o comună în departamentul Maine-et-Loire, Franța. În 2009 avea o populație de 777 de locuitori.